# Проспект Академика Сандахчиева
Проспект Академика Сандахчиева — улица на территории наукограда Кольцова (Новосибирская область, Россия). Начинается от места соединения с Технопарковой улицей, далее (в северо-восточном направлении) пересекает Никольский проспект. Заканчивается возле Солнечного микрорайона.

## Название
Улица названа в честь Льва Степановича Сандахчиева, академика РАН, профессора, специалиста в области молекулярной биологии и вирусологии.

## История
В сентябре 2014 года на проспекте был открыт памятник Льву Сандахчиеву (скульптор — Александр Бортник).
В 2017 году на пересечении проспекта и Технопарковой улицы была установлена 15-метровая скульптурная композиция «Моя Сибирь» (скульптор — Арам Григорян).

## Образовательные учреждения
На территории прилегающих к улице кварталов расположены Кольцовская школа № 5 с углублённым изучением английского языка и Биотехнологический лицей № 21.

## Парки
На углу проспекта и Векторного шоссе находится парк отдыха «Кольцово».

## Транспорт
По улице проходят маршруты пассажирских автобусов и маршрутных такси.
Остановки общественного транспорта
- «Поселковый совет»
- «Поликлиника»
- «АБК ВСО»

Велодорожки

Вдоль улицы с обеих сторон от проезжей части организованны велосипедные дорожки.

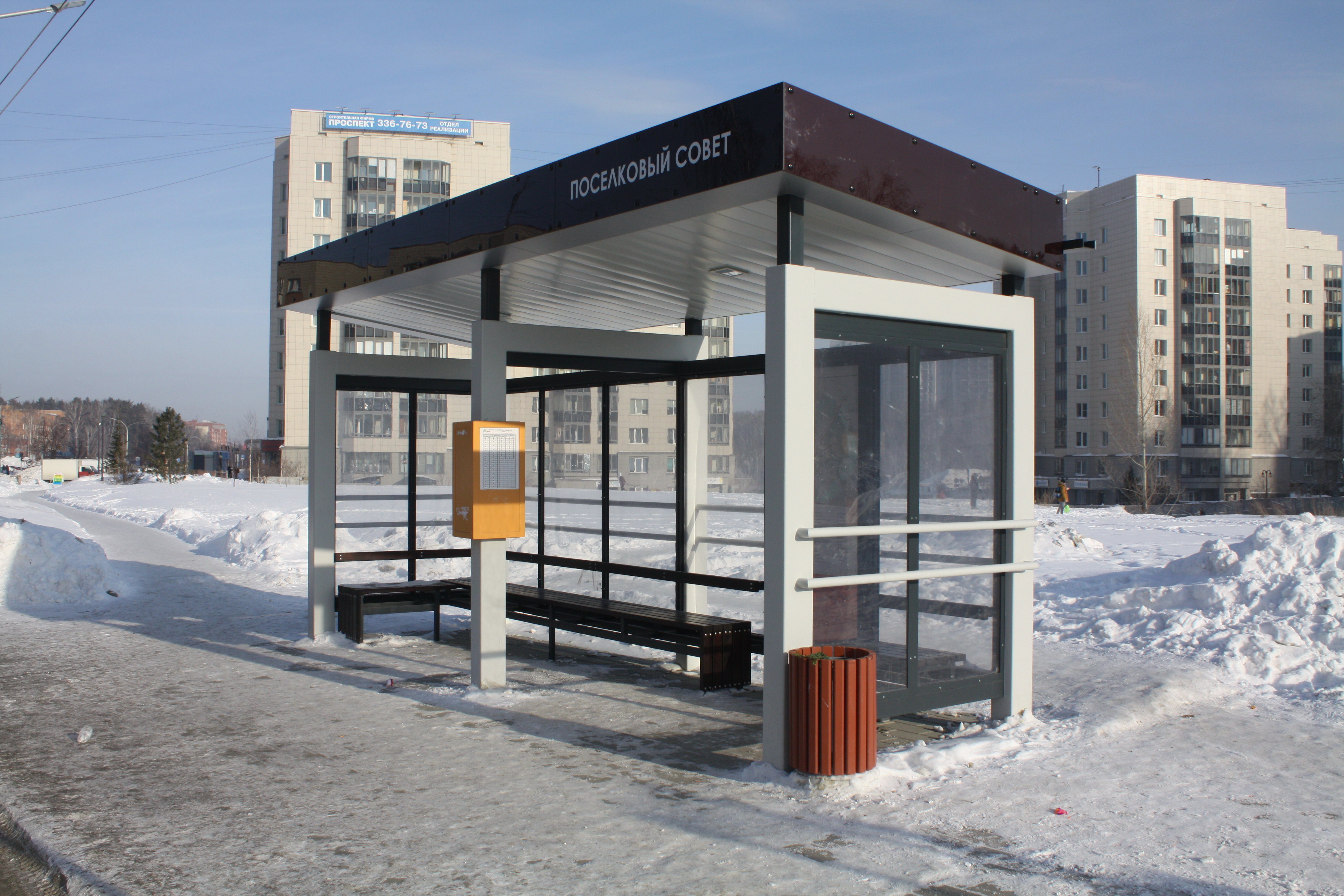
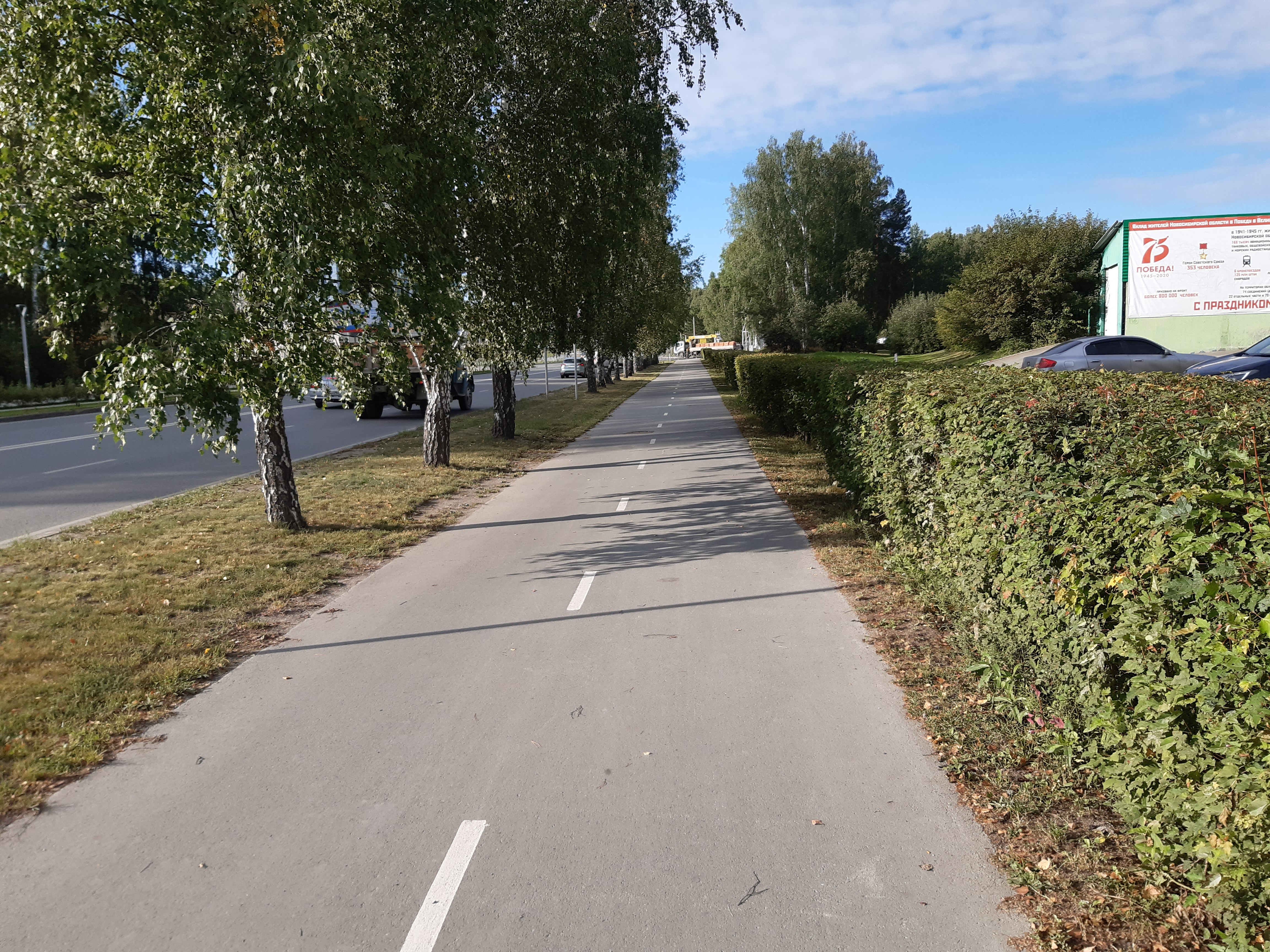

## Галерея

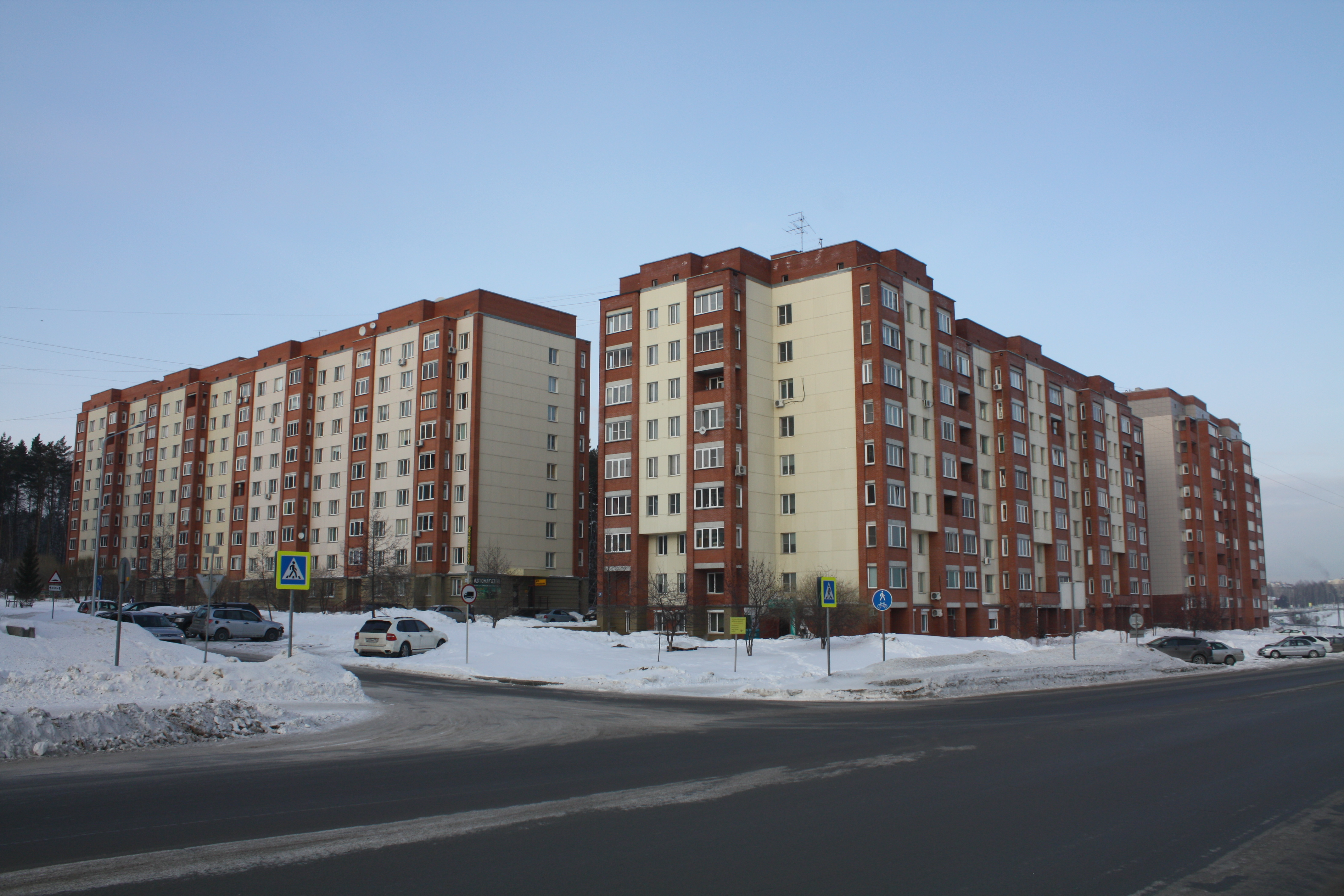
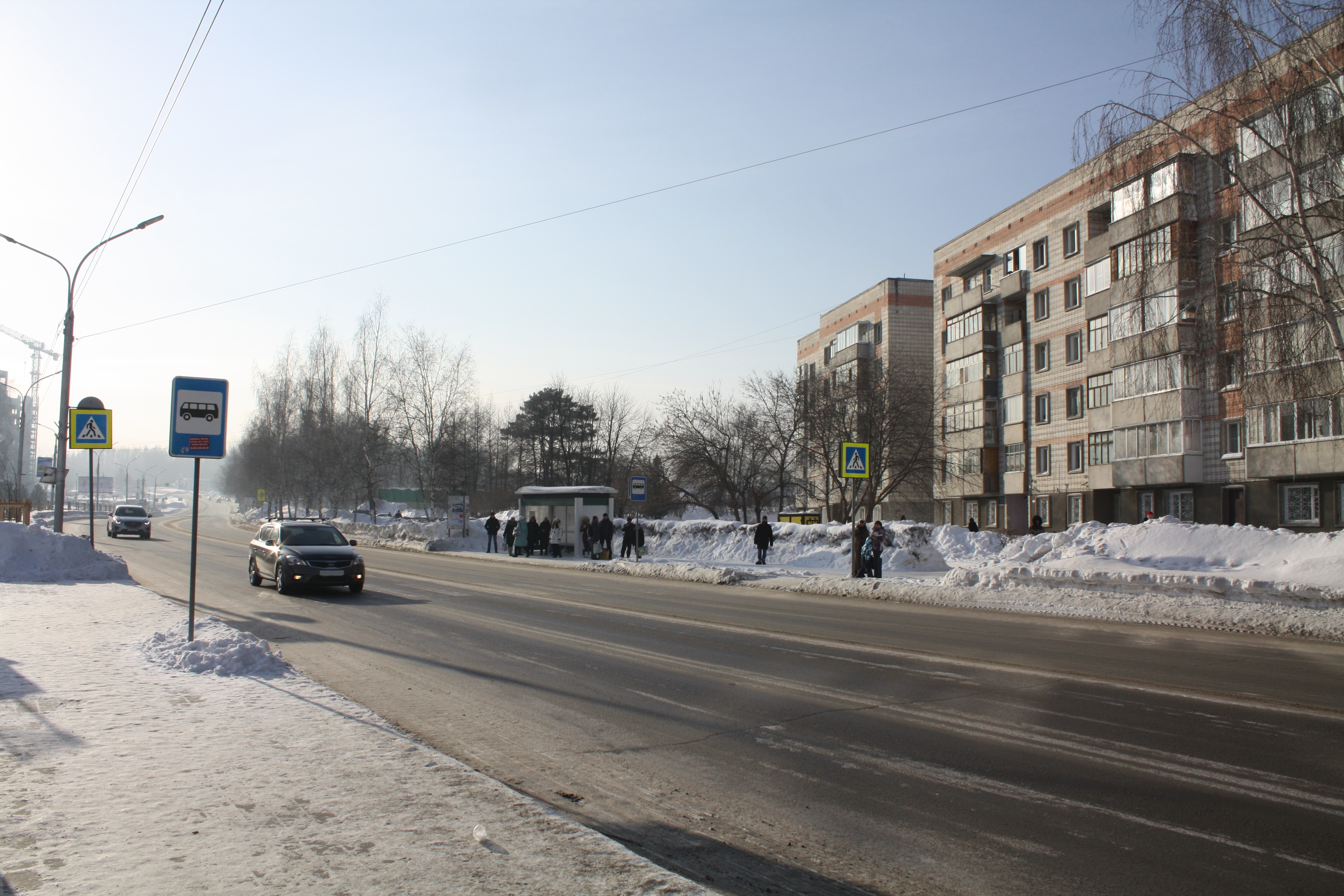
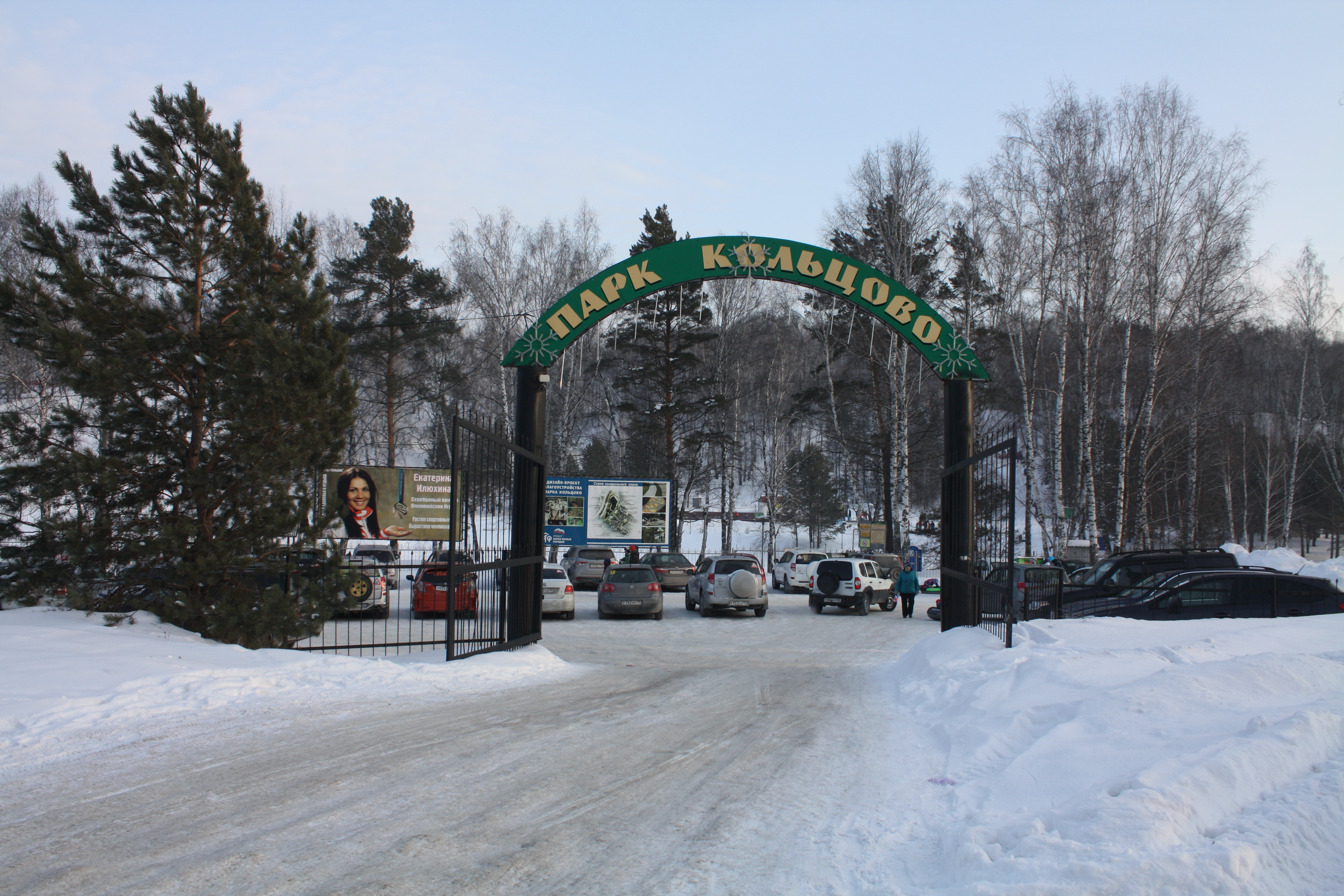
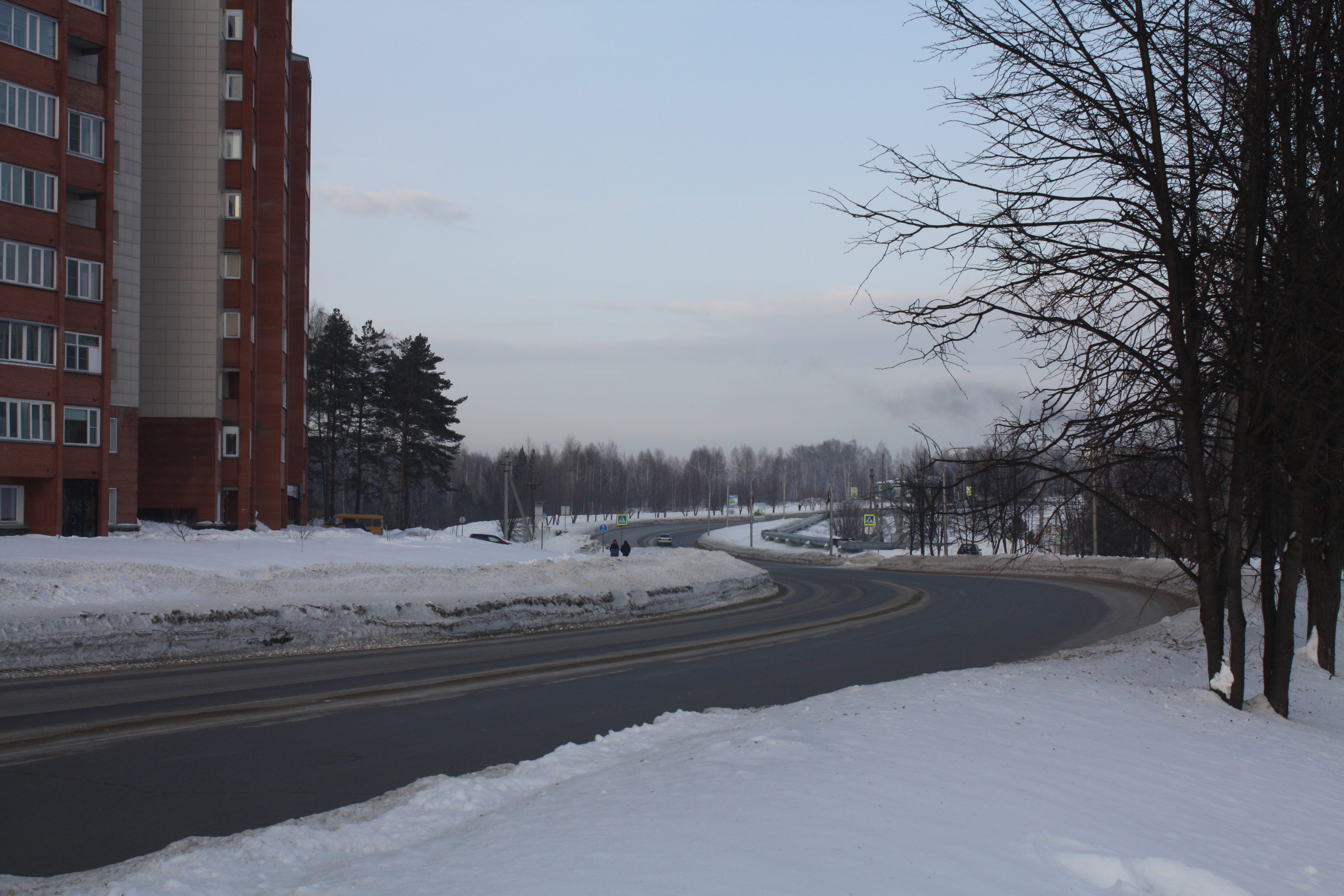